# هلا السعيد
هلا السعيد (1987م - )، ممثلة وإعلامية مصرية بدأت حياتها الإعلامية من خلال قناة روتانا مصرية والتي قدمت فيها العديد من البرامج، ثم دخلت مجال التمثيل في 2014 حيث قدمت دور عطيات في مسلسل سرايا عابدين.

## بدايتها
تخرجت من كلية العلوم السياسية، وعقب تخرجها قررت أن تدرُس الإعلام. عملت لأول مرة كمذيعة ببرنامج عز الشباب في قناة روتانا مصرية عام 2011، ثم شاركت في العديد من البرامج الأخرى منها: برنامج أحسن ناس على قناة إم بي سي مصر، برنامج الناس الحلوة على قناة القاهرة والناس وبرنامج شباب البلد على قناة صدى البلد، إلا أن شغفها الأول كان التمثيل، ثم قررت ترك المجال الإعلامي لتتفرغ للمجال الفني كممثلة، وبالفعل اجتازت اختبارات القبول في المعهد العالي للفنون قسم التمثيل والإخراج عام 2015.

## أعمالها

### أفلام
- 2017: آخر ديك في مصر

### مسلسلات
- 2014: سرايا عابدين ج1
- 2015: سرايا عابدين ج2
- 2019: :فكرة بمليون جنيه
- 2019: بركة
- 2020: لما كنا صغيرين
- 2020: طلقتك نفسي
- 2020: الشركة الألمانية لمكافحة الخوارق: جمجوم وبم بم
- 2021: ملحمة موسى
- 2021: إلا أنا ج2
- 2022: يوتيرن
- 2022: راجعين يا هوى
- 2022: المداح ج2: أسطورة الوادي

### مسرحيات
- 2022: سيدتي الجميلة